# Hirtella obidensis
Hirtella obidensis là một loài thực vật có hoa trong họ Cám. Loài này được Ducke mô tả khoa học đầu tiên năm 1922.